# Psychotria puberulina
Psychotria puberulina är en måreväxtart som först beskrevs av Johannes Müller Argoviensis, och fick sitt nu gällande namn av Paul Carpenter Standley. Psychotria puberulina ingår i släktet Psychotria och familjen måreväxter. Inga underarter finns listade i Catalogue of Life.